# Тимченко, Иван Макарович
Иван Макарович Тимченко (14 сентября 1907, село Покровское, Александровский уезд,, Екатеринославская губерния, Российская империя — 8 апреля 1990, село Зелёный Гай, Великоновосёлковский район, Донецкая область, Украинская ССР) — директор совхоза имени XVIII партсъезда Великоновосёлковского района Донецкой области, Украинская ССР. Герой Социалистического Труда (1966).

## Биография
Родился в 1907 году в крестьянской семье в селе Покровское (сегодня — посёлок). С 1930 году возглавлял садоводческое хозяйство (в послевоенное время — совхоз имени XVIII партсъезда Великоновосёлковского района). Руководил совхозом до призыва в Красную Аритю по мобилизации. С июля 1941 года участвовал в Великой Отечественной войне. Воевал заместителем командира в составе 928-го отдельного сапёрного батальона 46-го стрелкового корпуса 65-й Армии. С 1943 года член ВКП(б). В июле 1949 года демобилизовался в звании капитана интендантской службы.
В послевоенное время возглавлял совхоз имени XVIII партсъезда Великоновосёлковского района. Труженики совхоза ежегодно показывали высокие трудовые результаты в садоводстве. По итогам Семилетки (1959—1965) совхоз вышел в число передовых сельскохозяйственных предприятий Украинской ССР.
Указом Президиума Верховного Совета СССР от 30 апреля 1966 года удостоен звания Героя Социалистического Труда за «успехи, достигнутые в увеличении производства и заготовок картофеля, овощей, плодов и винограда» с вручением ордена Ленина и золотой медали «Серп и Молот».
В 1968 году вышел на пенсию. С 1970 года — персональный пенсионер союзного значения. Проживал в селе Зелёный Гай Великоновосёлковского района. Умер в апреле 1980 года.

## Награды
- Герой Социалистического Труда
- Орден Ленина
- Орден Красной Звезды — дважды (06.04.1945; 26.09.1947)
- Орден Трудового Красного Знамени — дважды (26.02.1958; 08.04.1971)
- Медаль «За оборону Кавказа» (01.05.1944)